# Calibrachoa
Calibrachoa es un género de plantas con 32 especies en la familia de las Solanaceae.  Son herbáceas perennes.
Calibrachoa está fuertemente emparentada con el género Petunia.  

## Taxonomía
El género fue descrito por Vicente Cervantes y publicado en Novorum Vegetabilium Descriptiones 2: 3. 1825. La especie tipo es: Calibrachoa procumbens Cerv. 
Etimología
Calibrachoa: nombre genérico que fue otorgado en honor de Antonio de la Cal y Bracho, que fue un profesor de Farmacia mexicano.

## Especies
- Calibrachoa caesia (Sendtn.) Wijsman
- Calibrachoa calycina (Sendtn.) Wijsman
- Calibrachoa dusenii (R.E.Fr.) Stehmann & Semir
- Calibrachoa eglandulata Stehmann & Semir
- Calibrachoa elegans (Miers) Stehmann & Semir
- Calibrachoa ericaefolia (R.E.Fr.) Wijsman
- Calibrachoa excellens (R.E.Fr.) Wijsman
- Calibrachoa hassleriana (R.E.Fr.) Wijsman
- Calibrachoa heterophylla (Sendtn.) Wijsman
- Calibrachoa humilis (R.E.Fr.) Stehmann & Semir
- Calibrachoa linearis (Hook.) Wijsman
- Calibrachoa linoides (Sendtn.) Wijsman
- Calibrachoa macrodactylon (L.B.Sm.& Downs) Wijsman
- Calibrachoa micrantha (R.E.Fr.) Stehmann & Semir
- Calibrachoa ovalifolia (Miers) Stehmann & Semir
- Calibrachoa paranensis (Dusen) Wijsman
- Calibrachoa parviflora (Juss.) D'Arcy
- Calibrachoa pygmaea (R.E.Fr.) Wijsman
- Calibrachoa regnellii (R.E.Fr.) Wijsman
- Calibrachoa rupestris (Dusen) Wijsman
- Calibrachoa sellowiana (Sendtn.) Wijsman
- Calibrachoa sendtneriana (R.E.Fr.) Stehmann & Semir
- Calibrachoa serrulata (L.B.Sm.& Downs) Stehmann & Semir
- Calibrachoa spathulata (L.B.Sm.& Downs) Stehmann & Semir
- Calibrachoa thymifolia (A.St.-Hil.) Stehmann & Semir

## Sinónimos
- Leptophragma, Stimomphis.